# Jaume Guillamet i Lloveras
Jaume Guillamet i Lloveras (Figueres, 1950) és un periodista català i doctor en història. És Catedràtic de Periodisme de la Universitat Pompeu Fabra de Barcelona, ha estat director del Departament de Periodisme i de Comunicació Audiovisual i degà dels Estudis de Periodisme. És vicerector d'Infraestructures i Fundacions. És autor de diversos llibres, entre els quals La nova premsa catalana (1975), La Premsa Comarcal (1983), Història de la Premsa, la Ràdio i la Televisió a Catalunya (1994), Premsa, franquisme i autonomia (1996), Història del Periodisme (2003) i Els orígens de la premsa a Catalunya (2003). També ha publicat El desafiament català. Un relat internacional de la Transició. (L'Avenç, 2013)
Com a periodista, ha estat subdirector dels diaris Tele/eXprés i Avui i cap de premsa de l'Ajuntament de Barcelona. Vocal de la Junta Directiva de l'Associació de la Premsa de Barcelona i de la primera Junta de Govern del Col·legi de Periodistes de Catalunya, ha estat també director de la revista Annals del Periodisme Català. Col·labora amb El País i Eldiario.es.
Vocal de la Comissió Gestora i de la primera Junta Directiva i, més tard, vicepresident, ha estat president de la Societat Catalana de Comunicació de l'Institut d'Estudis Catalans entre 1991 i 1997.